# Brani musicali al numero uno in Italia (2016)
La presente lista elenca le "canzoni" che hanno raggiunto la prima posizione nella classifica settimanale italiana Top Singoli, stilata durante il 2016 dalla Federazione Industria Musicale Italiana, in collaborazione con la GfK Retail and Technology Italia.
| settimana                                | Brano                       | Artista/i                                 | Totale settimane al numero 1 |
| ---------------------------------------- | --------------------------- | ----------------------------------------- | ---------------------------- |
| Settimana 1 (1º gennaio-7 gennaio)       | Est-ce que tu m'aimes?      | Maître Gims                               | 6                            |
| Settimana 2 (8 gennaio-14 gennaio)       | Est-ce que tu m'aimes?      | Maître Gims                               | 6                            |
| Settimana 3 (15 gennaio-21 gennaio)      | Est-ce que tu m'aimes?      | Maître Gims                               | 6                            |
| Settimana 4 (22 gennaio-28 gennaio)      | Est-ce que tu m'aimes?      | Maître Gims                               | 6                            |
| Settimana 5 (29 gennaio-4 febbraio)      | Ginza                       | J Balvin                                  | 3                            |
| Settimana 6 (5 febbraio-11 febbraio)     | Est-ce que tu m'aimes?      | Maître Gims                               | 6                            |
| Settimana 7 (12 febbraio-18 febbraio)    | Nessun grado di separazione | Francesca Michielin                       | 1                            |
| Settimana 8 (19 febbraio-25 febbraio)    | Ginza                       | J Balvin                                  | 3                            |
| Settimana 9 (26 febbraio-3 marzo)        | Ginza                       | J Balvin                                  | 3                            |
| Settimana 10 (4 marzo-10 marzo)          | 7 Years                     | Lukas Graham                              | 1                            |
| Settimana 11 (11 marzo-17 marzo)         | Faded                       | Alan Walker                               | 7                            |
| Settimana 12 (18 marzo-24 marzo)         | Faded                       | Alan Walker                               | 7                            |
| Settimana 13 (25 marzo-31 marzo)         | Faded                       | Alan Walker                               | 7                            |
| Settimana 14 (1º aprile-7 aprile)        | Faded                       | Alan Walker                               | 7                            |
| Settimana 15 (8 aprile-14 aprile)        | Faded                       | Alan Walker                               | 7                            |
| Settimana 16 (15 aprile-21 aprile)       | Faded                       | Alan Walker                               | 7                            |
| Settimana 17 (22 aprile-28 aprile)       | Faded                       | Alan Walker                               | 7                            |
| Settimana 18 (29 aprile-5 maggio)        | Sofia                       | Álvaro Soler                              | 10                           |
| Settimana 19 (6 maggio-12 maggio)        | Vorrei ma non posto         | J-Ax & Fedez                              | 2                            |
| Settimana 20 (13 maggio-19 maggio)       | Sofia                       | Álvaro Soler                              | 10                           |
| Settimana 21 (20 maggio-26 maggio)       | Vorrei ma non posto         | J-Ax & Fedez                              | 2                            |
| Settimana 22 (27 maggio-2 giugno)        | Sofia                       | Álvaro Soler                              | 10                           |
| Settimana 23 (3 giugno-9 giugno)         | Sofia                       | Álvaro Soler                              | 10                           |
| Settimana 24 (10 giugno-16 giugno)       | Sofia                       | Álvaro Soler                              | 10                           |
| Settimana 25 (17 giugno-23 giugno)       | Sofia                       | Álvaro Soler                              | 10                           |
| Settimana 26 (24 giugno-30 giugno)       | Sofia                       | Álvaro Soler                              | 10                           |
| Settimana 27 (1º luglio-7 luglio)        | Sofia                       | Álvaro Soler                              | 10                           |
| Settimana 28 (8 luglio-14 luglio)        | Sofia                       | Álvaro Soler                              | 10                           |
| Settimana 29 (15 luglio-21 luglio)       | Sofia                       | Álvaro Soler                              | 10                           |
| Settimana 30 (22 luglio-28 luglio)       | Cheap Thrills               | Sia                                       | 1                            |
| Settimana 31 (29 luglio-4 agosto)        | Andiamo a comandare         | Fabio Rovazzi                             | 5                            |
| Settimana 32 (5 agosto-11 agosto)        | Andiamo a comandare         | Fabio Rovazzi                             | 5                            |
| Settimana 33 (12 agosto-18 agosto)       | Andiamo a comandare         | Fabio Rovazzi                             | 5                            |
| Settimana 34 (19 agosto-25 agosto)       | Andiamo a comandare         | Fabio Rovazzi                             | 5                            |
| Settimana 35 (26 agosto-1 settembre)     | Andiamo a comandare         | Fabio Rovazzi                             | 5                            |
| Settimana 36 (2 settembre-8 settembre)   | We Don't Talk Anymore       | Charlie Puth feat. Selena Gomez           | 2                            |
| Settimana 37 (9 settembre-15 settembre)  | Cold Water                  | Major Lazer feat. Justin Bieber & MØ      | 1                            |
| Settimana 38 (16 settembre-22 settembre) | We Don't Talk Anymore       | Charlie Puth feat. Selena Gomez           | 2                            |
| Settimana 39 (23 settembre-29 settembre) | Let Me Love You             | DJ Snake feat. Justin Bieber              | 6                            |
| Settimana 40 (30 settembre-6 ottobre)    | Let Me Love You             | DJ Snake feat. Justin Bieber              | 6                            |
| Settimana 41 (7 ottobre-13 ottobre)      | Let Me Love You             | DJ Snake feat. Justin Bieber              | 6                            |
| Settimana 42 (14 ottobre-20 ottobre)     | Ninna nanna                 | Ghali                                     | 1                            |
| Settimana 43 (21 ottobre-27 ottobre)     | Let Me Love You             | DJ Snake feat. Justin Bieber              | 6                            |
| Settimana 44 (28 ottobre-3 novembre)     | Potremmo ritornare          | Tiziano Ferro                             | 1                            |
| Settimana 45 (4 novembre-10 novembre)    | Let Me Love You             | DJ Snake feat. Justin Bieber              | 6                            |
| Settimana 46 (11 novembre-17 novembre)   | Let Me Love You             | DJ Snake feat. Justin Bieber              | 6                            |
| Settimana 47 (18 novembre-24 novembre)   | Assenzio                    | J-Ax & Fedez feat. Stash & Levante        | 2                            |
| Settimana 48 (25 novembre-1 dicembre)    | Assenzio                    | J-Ax & Fedez feat. Stash & Levante        | 2                            |
| Settimana 49 (2 dicembre-8 dicembre)     | Tutto molto interessante    | Fabio Rovazzi                             | 2                            |
| Settimana 50 (9 dicembre-15 dicembre)    | Tutto molto interessante    | Fabio Rovazzi                             | 2                            |
| Settimana 51 (16 dicembre-22 dicembre)   | Rockabye                    | Clean Bandit feat. Sean Paul & Anne-Marie | 3                            |
| Settimana 52 (22 dicembre-29 dicembre)   | Rockabye                    | Clean Bandit feat. Sean Paul & Anne-Marie | 3                            |

Fonte:
- Sofia di Álvaro Soler, con 10 settimane non consecutive di permanenza alla numero uno, è il singolo che ha passato più tempo in vetta alla classifica nel 2016.

## Classifica fine anno
| Brano                  | Artista/i                   | Certificazione |
| ---------------------- | --------------------------- | -------------- |
| Cheap Thrills          | Sia                         | Diamante       |
| Faded                  | Alan Walker                 | 9 Platino      |
| Sofia                  | Álvaro Soler                | 8 Platino      |
| Hymn for the Weekend   | Coldplay                    | 8 Platino      |
| Vorrei ma non posto    | J-Ax & Fedez                | 7 Platino      |
| Duele el corazón       | Enrique Iglesias feat Wisin | 6 Platino      |
| I Took a Pill in Ibiza | Mike Posner                 | 6 Platino      |
| One Dance              | Drake feat Wizkid & Kyla    | 6 Platino      |
| 7 Years                | Lukas Graham                | 5 Platino      |
| Ginza                  | J Balvin                    | 5 Platino      |